# The Runaround (film 1931)
The Runaround è un film del 1931 diretto da William James Craft.

## Produzione
Il film fu prodotto dalla RKO Radio Pictures.

## Distribuzione
Il copyright del film, richiesto dalla RKO Radio Pictures, Inc., fu registrato il 7 agosto 1931 con il numero LP2466.
Distribuito dalla RKO Radio Pictures, il film uscì nelle sale cinematografiche statunitensi il 21 agosto 1931. Nel Regno Unito, venne distribuito con il titolo Waiting for the Bride.